# HMS Zodiac
Lo HMS Zodiac (pennant number R54) fu un cacciatorpediniere della Royal Navy britannica, appartenente alla classe Z; entrato in servizio nell'ottobre del 1944, partecipò alle fasi finali della seconda guerra mondiale, operando prevalentemente nel Mare del Nord e nella scorta dei "convogli artici".
Nel 1955 l'unità venne venduta a Israele, entrando in servizio l'anno successivo con la Marina militare israeliana sotto il nuovo nome di INS Yafo (pennant number K-42); con i nuovi proprietari, il cacciatorpediniere partecipò ad azioni di combattimento durante gli eventi della crisi di Suez. Radiata dal servizio nel 1969, l'unità fu quindi trasformata in nave bersaglio e affondata in un'esercitazione nel 1970.

## Storia

### Servizio nella Royal Navy

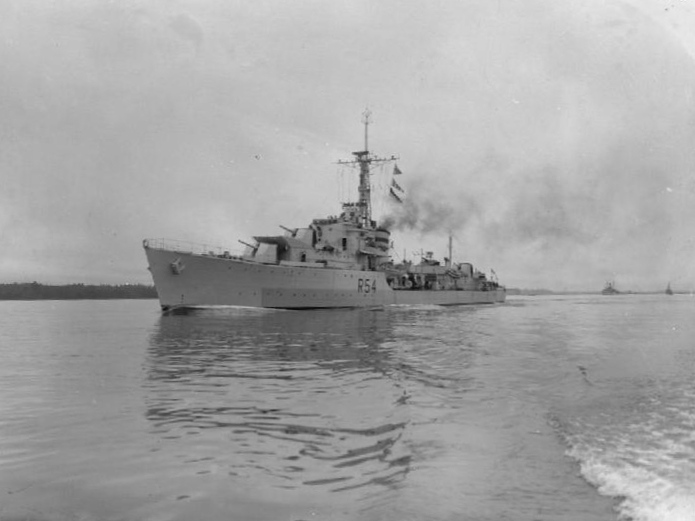
Lo Zodiac in una foto del marzo 1945

Impostata nei cantieri navali della John I. Thornycroft & Company di Southampton il 7 novembre 1942, la nave venne varata l'11 marzo 1944 con il nome di Zodiac ("zodiaco" in lingua inglese), prima e unica unità navale britannica a portare questo nome. Entrata in servizio il 23 ottobre 1944, l'unità si trasferì nella base di Scapa Flow, dove fu messa in forza alla 2nd Destroyer Flotilla della Home Fleet; per tutto il novembre e il dicembre 1944 il cacciatorpediniere svolse manovre di esercitazione, pattugliamenti anti-sommergibili e scorta alle unità della Home Fleet nelle vicinanze di Scapa Flow.
La prima missione operativa dello Zodiac si ebbe nel gennaio 1945, quando il cacciatorpediniere scortò le portaerei HMS Premier e HMS Trumpeter durante una missione di posa di mine per via aerea al largo delle coste dell'isola di Utsira, nella Norvegia occupata dai tedeschi (operazione Spellbinder); altre sortite della nave nelle acque norvegesi furono compiute in febbraio e in marzo, ma senza far registrare contatti con il nemico. Il 18 aprile lo Zodiac fu aggregato alla scorta del convoglio JW56, salpato da Loch Ewe e diretto a Murmansk in Unione Sovietica: il transito attraverso il Mare di Norvegia si svolse senza incidenti e, una volta arrivato a Murmansk il 25 aprile, lo Zodiac ne ripartì il 29 aprile scortando il convoglio di rientro RA66. Raggiunto dalla notizia dell'avvenuta capitolazione della Germania nazista l'8 maggio, lo Zodiac fu distaccato dalla scorta del convoglio RA66 e inviato a partecipare alla liberazione della Danimarca: parte di una formazione della Royal Navy comprendente gli incrociatori HMS Birmingham e HMS Dido e tre altri cacciatorpediniere, lo Zodiac raggiunse Copenaghen il 9 maggio per accettare la resa delle forze tedesche lì dislocate, comprendenti anche gli incrociatori Prinz Eugen e Nürnberg della Kriegsmarine, che furono presi in consegna dalle forze alleate.
Il 13 maggio lo Zodiac si trasferì con il gemello HMS Zealous a Kiel per assistere le locali forze d'occupazione britanniche fino all'inizio di giugno, quando l'unità tornò in forza alla 2nd Destroyer Flotilla di stanza a Scapa Flow. Lo Zodiac trascorse quindi il resto del suo periodo in forza alla Royal Navy dislocato nelle acque di casa: il 16 agosto 1945 il cacciatorpediniere scortò a Plymouth l'incrociatore statunitense USS Augusta, recante a bordo il presidente degli Stati Uniti Harry S. Truman in visita di Stato nel Regno Unito, rimanendo poi al largo in funzione di unità di guardia. Riassegnato in forza alla 4th Destroyer Flotilla, lo Zodiac fu posto in riserva a Portsmouth nel febbraio 1947, ma due anni più tardi fu riportato in condizioni operative per fungere da untà addestrativa in forza alla 2nd Training Flotilla di base a Portland, nel sud dell'Inghilterra. La nave fu nuovamente ritirata dal servizio e posta in riserva a Portsmouth nel 1952, svolgendo comunque un turno di lavori di manutenzione a Penarth nel 1954; messo a disposizione per la vendita a nazioni straniere, il cacciatorpediniere fu quindi ceduto a Israele nel luglio 1955.

### Servizio nella Heil HaYam HaYisraeli

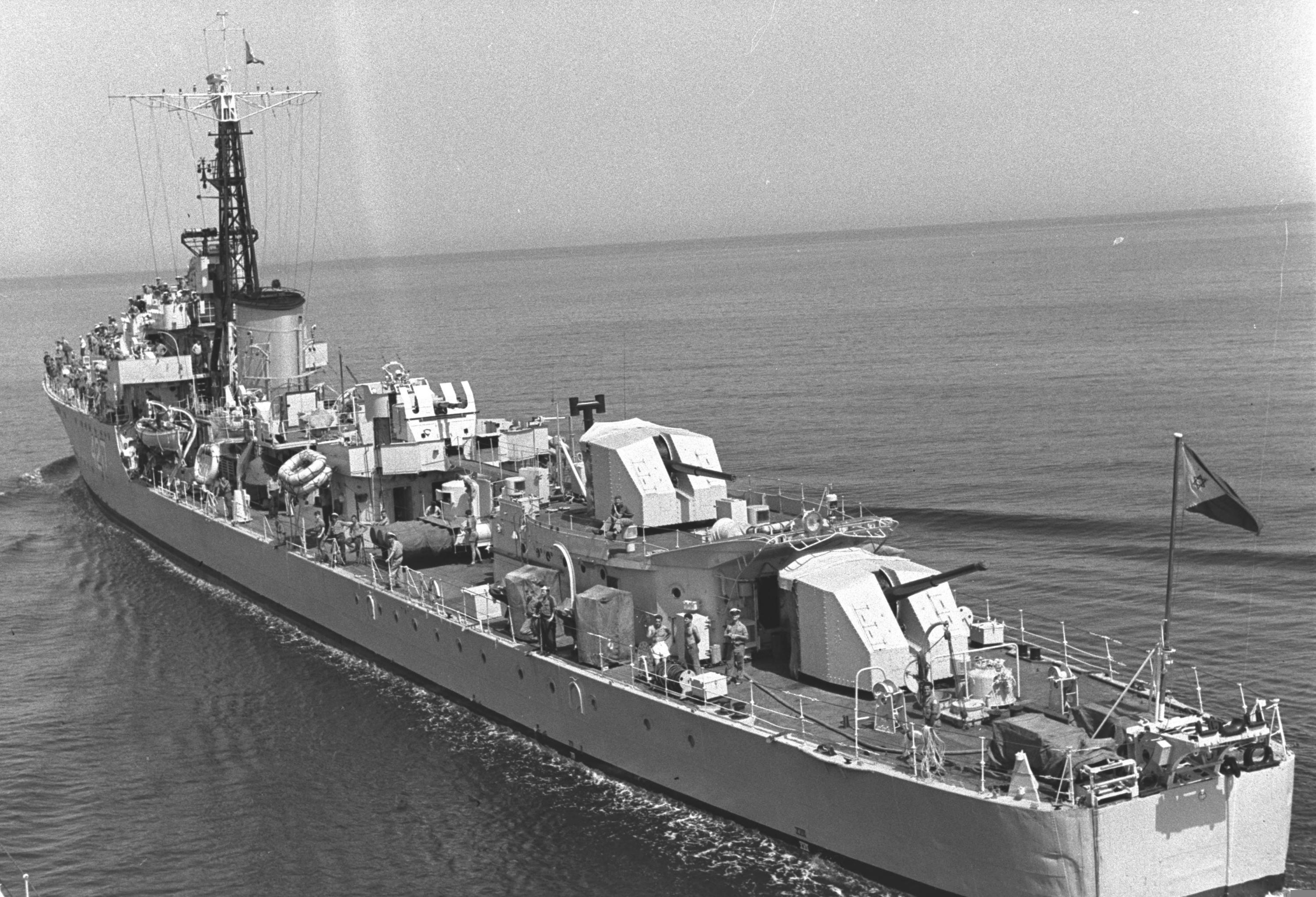
Lo Yafo visto di poppa

Dopo aver svolto lavori di ripristino a Liverpool, il cacciatorpediniere entrò in servizio con la Marina militare israeliana nel 1956 dopo essere stato ribattezzato con il nuovo nome di INS Yafo, in onore dell'omonima città israeliana; il gemello Zealous fu parimenti venduto a Israele nello stesso periodo e rinominato INS Eilat.
Nell'ottobre del 1956 le due unità ex britanniche si ritrovarono a prendere parte agli eventi della crisi di Suez, l'attacco congiunto delle forze di Israele, Regno Unito e Francia all'Egitto di Gamal Abd el-Nasser; all'epoca il Yafo era al comando dell'allora capitano Yohai Ben-Nun, futuro comandante in capo della Marina israeliana. La mattina del 31 ottobre le due navi vennero inviate alla ricerca del cacciatorpediniere egiziano Ibrahim el Awal, che poche ore prima aveva bombardato il porto israeliano di Haifa; i cacciatorpediniere israeliani individuarono l'unità egiziana intorno alle 05:00, iniziando subito un serrato scontro a fuoco. Grazie alla loro maggiore velocità e volume di fuoco, le due unità israeliane riuscirono a mettere a segno diversi colpi sul cacciatorpediniere egiziano; intorno alle 07:00, dopo che due Dassault MD 450 Ouragan dell'Aviazione israeliana ebbero inflitto ulteriori danni alla nave, l'Ibrahim el Awal fermò i motori e alzò bandiera bianca; la nave fu quindi presa in consegna dai marinai israeliani e pochi mesi dopo, una volta riparata, entrò in servizio con la Marina israeliana sotto il nome di INS Haifa.
Lo Yafo rimase in servizio con la Marina israeliana fino al 1969, quando fu radiato per obsolescenza e trasformato in nave bersaglio per le esercitazioni di fuoco. Lo scafo dell'unità dismessa fu quindi colato a picco nel 1970 durante un'esercitazione di lancio di un missile Gabriel israeliano.